# Krzysztof Pecyna
Krzysztof Pecyna (ur. 14 września 1978 w Pile) – polski żużlowiec.
Licencję żużlową zdobył w 1996 r. w barwach Polonii Piła. Klub ten reprezentował do 1998 r., w kolejnych latach startował w Wybrzeżu Gdańsk (1999–2000, jak również 2002 oraz 2004), Unii Leszno (2001), Polonii Piła (2003), Stali Gorzów Wielkopolski (2005), Startu Gniezno (2006) oraz ponownie Polonii Piła (2008–2010). Jest czterokrotnym medalistą drużynowych mistrzostw Polski: trzykrotnie srebrnym (1996, 1997, 1999) oraz brązowym (1996). W 1999 r. zdobył w Toruniu drużynowy Puchar Polski.
Dwukrotnie startował w finałach młodzieżowych indywidualnych mistrzostw Polski, w 1998 r. zdobywając w Grudziądzu srebrny medal (drugi start: Gniezno 1999 – XII miejsce). W 1998 r. zdobył w Pile tytuł młodzieżowego mistrza Polski par klubowych, natomiast w 1999 r. uczestniczył w finale mistrzostw Polski par klubowych, zajmując w Lesznie VI miejsce. Trzykrotnie startował w finałach młodzieżowych drużynowych mistrzostw Polski, w latach 1996 (Częstochowa – IV miejsce), 1997 (Grudziądz – srebrny medal) oraz 1998 (Gniezno – srebrny medal). W 1997 r. zajął w Pile IV miejsce w finale turnieju o "Brązowy Kask", natomiast w 1998 r. był siódmy w finale "Srebrnego Kasku".
Po kilku latach przerwy w startach w 2009 roku powrócił do ligowego ścigania. W sezonie 2009 zaliczył jedyny udany występ podczas meczu z KSM Krosno kiedy to zdobył 11 punktów. W sezonie 2010 pozyskał sponsora i zdołał zakwalifikować się do półfinału Indywidualnych Mistrzostw Polski odbywającego się w Krośnie. 
W sezonie 2016 powrócił do Piły, gdzie będzie reprezentował barwy klubu Polonia/Victoria Piła.